# Бут, Даниил Антонович
Дании́л Анто́нович Бут (род. 15 февраля 2005, Ярославль) — российский хоккеист, нападающий клуба НХЛ «Юта Маммот». Обладатель Кубка Гагарина 2025 года. Мастер спорта России (2023).

## Биография
Дед Николай Антонович работал в Ярославле детским тренером, отец Антон Бут — двукратный чемпион России в составе ярославского «Локомотива».
Первый тренер — Олег Крикуненко. Воспитанник «Локомотива». С сезона 2021/22 стал играть за команду МХЛ «Локо», провёл несколько матчей за другую команду МХЛ «Локо-76». Бронзовый призер чемпионата МХЛ (2023). 15 октября 2022 года в домашнем матче «Локомотива» против минского «Динамо» (3:2) дебютировал в КХЛ.
На драфте НХЛ 2023 года был выбран в 1-м раунде под общим 12-м номером клубом «Аризона Койотис».
Бронзовый призёр хоккейного турнира европейского юношеского олимпийского фестиваля 2022 года.
28 мая 2025 года подписал трёхлетний контракт новичка с клубом НХЛ «Юта Маммот» на общую сумму $2,85 млн.

## Статистика
| Легенда | Легенда                    | Легенда | Легенда                   | Легенда | Легенда    |
| ------- | -------------------------- | ------- | ------------------------- | ------- | ---------- |
| И       | Количество проведённых игр | Штр     | Штрафное время            | +/−     | Плюс-минус |
| Г       | Голы                       | П       | Голевые передачи          | О       | Очки       |
| -       | Статистика неизвестна      | —       | Статистика не учитывалась |         |            |